# Бриедис, Пётр Янович
Пётр Янович Бриедис (латыш. Pēteris Briedis; (28 марта 1905, Вольмарский уезд, Лифляндская губерния — 20 декабря 1982, Рига) — латвийский государственный деятель, председатель Народного Сейма Латвии в 1940 и председатель Верховного Совета Латвийской ССР в 1940—1947.

## Биография
Учился в начальной школе, с 12 лет начал работать. С 1924 г. работал в Рижском порту, участвовал в профсоюзном движении. В 1927 г. вступил в Коммунистическую партию Латвии, в 1928 г. избран в комитет партии. Несколько раз подвергался арестам; в 1931—1937 гг. находился в тюремном заключении. В 1939—1940 гг. — секретарь компартии.
В июле 1940 году был избран депутатом Народного Сейма по списку «Darba tautas bloks» (Блок трудового народа) — единственному списку на тех выборах. На первом заседании сейма 21 июля 1940 года был избран председателем Народного Сейма. Вёл заседание сейма, на котором было принято решение о вступлении Латвии в СССР. До марта 1947 г. был председателем Верховного Совета Латвийской ССР.
Во время Второй мировой войны участвовал в советском партизанском движении. В 1943 году был тяжело ранен.
До 1951 года, затем в 1959—1963 гг. — депутат Верховного Совета Латвийской ССР. В 1953—1962 гг. возглавлял союз рыбаков Латвийской ССР.
Умер после продолжительной болезни.

## Награды
- орден Красного Знамени
- медали.